# California (musikalbum)
California utkom 1999 och var bandet Mr. Bungles sista studioalbum.

## Låtlista
1. "Sweet Charity" (musik/text: Mike Patton) - 5:05
2. "None of Them Knew They Were Robots" (musik: Danny Heifetz/Patton/Trey Spruance text: Spruance) - 6:03
3. "Retrovertigo" (musik/text: Trevor Dunn) - 4:59
4. "The Air-Conditioned Nightmare" (musik: Clinton McKinnon/Patton text: Patton) - 3:54
5. "Ars Moriendi" (musik/text: Patton) - 4:09
6. "Pink Cigarette" (musik: Patton/Spruance text: Patton) - 4:54
7. "Golem II: The Bionic Vapour Boy" (musik/text: Spruance) - 3:34
8. "The Holy Filament" (musik/text: Dunn) - 4:03
9. "Vanity Fair" (musik: Dunn/Patton text: Patton) - 2:57
10. "Goodbye Sober Day" (musik: McKinnon/Patton text: Patton) - 4:27

## Genrer
- Alternativ Pop/Rock
- Heavy metal
- Funkmetal
- Alternativ metal
- Experimentell rock